# American Journal of Psychiatry
Pour les articles homonymes, voir AJP.
L’American Journal of Psychiatry (AJP) est la principale  revue médicale de psychiatrie publiée aux États-Unis et constitue la revue officielle de l'Association américaine de psychiatrie. Dans ce domaine, c'est le titre le plus lu et le plus cité de par le monde. 
D'abord publiée à partir de 1844 sous le titre American Journal of Insanity, la revue changea de nom pour son titre actuel en juillet 1921.